# Língua angolar
O angolar (também conhecido como ngolá) é uma das línguas nacionais de São Tomé e Príncipe. É falado na ponta sul da ilha de São Tomé, principalmente em torno da vila de São João dos Angolares, no distrito de Caué. 
É empregado por 6% da população do país.

## Descrição
Sendo uma língua crioula de base portuguesa, o angolar difere grandemente dos crioulos da Guiné-Bissau, Senegal, Gâmbia e Cabo Verde. O substrato do angolar assenta principalmente nas línguas cuás, faladas na Costa do Marfim, Gana, Togo, Benim e Nigéria. Partilha 70% de semelhança lexical com o são-tomense (ou forro), 67% com o principense (ou lunguyè) e 53% com o anobonense (ou fa d'ambu) da vizinha ilha de Ano Bom (Guiné Equatorial). Os 30% de léxico em que o angolar difere do são-tomense vão buscar as suas origens ao quimbundo e ao quicongo de Angola.
Os angolares são um grupo étnico distinto que tem a sua origem atribuída ao naufrágio, ao sul da ilha de São Tomé, de um navio negreiro com escravos trazidos de Angola em meados do século XVI. Muitos angolares atualmente falam também são-tomense e/ou português e há uma tendência para se integrarem nos forros - que significa "homens livres" —, que constituem o principal grupo étnico de São Tomé e Príncipe.

## Fonologia

### Consoantes
Abaixo há uma tabela com as consoantes do angolar moderno.
| Tipo              | Bilabial | Bilabial | Dental | Dental | Pós-alveolar | Pós-alveolar | Alveolar | Alveolar | Palatal | Palatal | Labiodental | Labiodental | Velar | Velar |
| ----------------- | -------- | -------- | ------ | ------ | ------------ | ------------ | -------- | -------- | ------- | ------- | ----------- | ----------- | ----- | ----- |
| Nasal             |          | m        |        |        |              |              |          | n        | ɲ       | ɲ       | f           | v           |       | ŋ     |
| Oclusiva          | p        | b        | t      | d      |              |              |          |          |         |         |             |             | k     | ɡ     |
| Aproximante       |          |          |        |        |              |              |          |          | j̃/j     | j̃/j     |             | w           |       |       |
| Lateral           |          |          |        |        |              |              |          | l        |         |         |             |             |       |       |
| Vibrante múltipla |          |          |        |        |              |              |          | r        |         |         |             |             |       |       |
| Fricativa         |          |          | θ      | ð      | ʃ            | ʒ            | s        | z        |         |         |             |             |       |       |
| Aproximante       |          |          |        |        |              |              |          |          |         |         |             |             |       |       |
| Implosiva         |          | ɓ        |        | ɗ      |              |              |          |          |         |         |             |             |       |       |
| Africada          |          |          |        |        | tʃ           | dʒ           |          |          |         |         |             |             |       |       |

### Vogais
Abaixo há uma tabela com as vogais do angolar moderno.
| Tipo       | Anterior | Anterior | Central | Central | Posterior | Posterior |
| Tipo       | curta    | longa    | curta   | longa   | curta     | longa     |
| ---------- | -------- | -------- | ------- | ------- | --------- | --------- |
| Fechada    | i        | iː       |         |         | u         | uː        |
| Média      | e        | eː       |         |         |           | oː        |
| Semiaberta | ɛ        | ɛ:       |         |         | ɔ         | ɔ:        |
| Aberta     |          |          | a       | aː      |           |           |